# Notion
Notion is een single van de Amerikaanse band Kings of Leon. Het is het vierde uitgebrachte nummer van het album Only By the Night. Wereldwijd kwam het nummer op 29 juni 2009 uit. In de Amerikaanse alternatieve lijst behaalde het op 12 september 2009 de nummer 1-positie, en behield die positie een week.
In Nederland werd Notion in week 30 tot 3FM Megahit uitgeroepen. De single werd gedraaid op veel radiostations maar bereikte enkel de tip 2-plaats van de Nederlandse top 40. In de Belgische Ultratop 50 behaalde Notion de 24ste positie en bleef vijf weken in de lijst staan.

## Videoclip
Er werd een video gemaakt om de single een boost in de charts te geven, deze werd uitgebracht op 1 juni 2009 en geregisseerd door Phil Griffin.
De band is aan het oefenen in een gebouw, gelegen tegen een nauwe steeg, waarna de muren tijdens het nummer vlam vatten. langzaam brokkeld het gebouw af en vallen de puinstukken langs de bandleden heen neer.

## Track lijst
iTunes Download (ook in Nederland)
- 1 "Notion" - 3:00
- 2 "Notion" (Live in Amsterdam) - 3:01

Australian exclusive EP (physical)
- 1 "Notion" - 3:00
- 2 "Beneath The Surface" - 2:49
- 3 "Sex On Fire" (Live From Cologne) - 3:31
- 4 "Notion" (Live in Amsterdam) - 3:01
- 5 "The Bucket" (CSS Remix) - 3:44